# Sergej Tarasov
Sergej Petrovitsj Tarasov (Russisch: Сергей Петрович Тарасов) (Kraj Altaj, 15 februari 1965) is een Russisch voormalig biatleet. 

## Carrière
Tarasov won tijdens zijn olympische debuut in 1994 de gouden medaille op de 20 kilometer individueel, de zilveren medaille op de estafette en de bronzen medaille op de 10 kilometer sprint. Tijdens de wereldkampioenschappen 1996 won Tarasov de wereldtitel op de 20 kilometer individueel en de estafette.
Tijdens Tarasov zijn tweede olympische optreden behaalde hij alleen de bronzen medaille op de estafette.

## Resultaten

### Wereldkampioenschappen
| Jaar | Plaats     | Resultaten                                                                             |
| ---- | ---------- | -------------------------------------------------------------------------------------- |
| 1991 | Lahti      | 4x7,5 km estafette · 10e 20 km individueel · 10e 10 km sprint                          |
| 1993 | Borovets   | 20 km individueel · 4x7,5 km estafette · 10km sprint                                   |
| 1996 | Ruhpolding | 20 km individueel · 4x7,5 km estafette · 9e 10km sprint                                |
| 1997 | Osrblie    | 12,5 km achtervolging · 5e 10km sprint · 8e 4x7,5 km estafette · 30e 20 km individueel |

### Olympische Winterspelen
| Jaar | Plaats      | Resultaten                                                   |
| ---- | ----------- | ------------------------------------------------------------ |
| 1994 | Lillehammer | 20km individueel · 4x7,5 km estafette · 10 km sprint         |
| 1998 | Nagano      | 4x7,5 km estafette · 15e 20km individueel · 22e 10 km sprint |